# Тавернье, Бертран
Бертран Тавернье (фр. Bertrand Tavernier; 25 апреля 1941[…], 6-й округ Лиона — 25 марта 2021[…], Сен-Максим) — французский кинорежиссёр и сценарист.

## Биография
Бертран Тавернье — сын писателя и эссеиста Рене Тавернье. Изучал юриспруденцию и писал о кино для многих журналов. Работал ассистентом режиссёра у Жан-Пьера Мельвиля, а также пресс-агентом.
С 1965 по 1980 год был женат на сценаристке Коло О’Хаген Тавернье. Имеет дочь Тиффани и сына Нильса (род. 1 сентября 1965), ставшего также режиссёром и актёром.
С начала 1970-х годов Тавернье работает над собственными кинопроектами. Его самым крупным успехом считается фильм о джазе «Полночный джаз» 1986 года с Декстером Гордоном в главной роли на музыку Херби Хэнкока, получившего за этот фильм «Оскар». Режиссёр Тавернье остался верным кино и издал о нём несколько книг. Во многих его фильмах снималась актриса Кристина Паскаль.

## Фильмография
- 1964 — Удача и любовь / La Chance et l’Amour
- 1974 — Часовщик из Сен-Поля / L’horloger de Saint-Paul
- 1975 — Пусть начнётся праздник / Que la fête commence
- 1976 — Судья и убийца / Le Juge et l’assassin
- 1977 — Испорченные дети / Des enfants gates
- 1980 — Прямой репортаж о смерти / La mort en direct
- 1980 — Неделя отпуска / Une semaine de vacances
- 1981 — Безупречная репутация / Coup de torchon
- 1982 — Миссисипи блюз / Mississippi Blues
- 1984 — Воскресенье за городом / Un dimanche á la campagne
- 1986 — Около полуночи (Полуночный джаз) / Autour de minuit
- 1987 — Страсти по Беатрис / La Passion Béatrice
- 1989 — Жизнь и ничего больше / La Vie et rien d’autre
- 1990 — Ностальгия по папочке / Daddy Nostalgie
- 1990 — Против забвения / Contre l’oubli
- 1992 — Л-627 / L.627
- 1992 — Безымянная война / La Guerre sans nom
- 1994 — Дочь д’Артаньяна / La fille d’Artagnan
- 1995 — Приманка / L’Appât
- 1996 — Капитан Конан / Capitaine Conan
- 1999 — Это начинается сегодня / Ça commence aujourd’hui
- 2002 — Пропуск / Laissez-passer
- 2004 — Святая Лола / Holy Lola
- 2009 — В электрическом тумане / In the Electric Mist
- 2010 — Принцесса де Монпансье / Lа Princesse De Montpensier
- 2013 — Набережная Орсе / Quai d’Orsay
- 2016 — Путешествие через французское кино / Voyage à travers le cinéma français
- 2016 — Люмьеры!

## Награды
- 1974 — «Серебряный медведь» — специальный приз жюри Берлинского кинофестиваля 1974 г. за фильм «Часовщик из Сен-Поля»
- 1976 — «Сезар» — за лучшую режиссуру фильма «Пусть начнётся праздник»
- 1977 — «Сезар» — за лучший сценарий к фильму «Судья и убийца»
- 1984 — приз за лучшую режиссуру на Каннском международном фестивале 1984 г. за фильм «Воскресенье за городом»
- 1985 — «Сезар» — за лучший сценарий к фильму «Воскресенье за городом»
- 1990 — премия BAFTA — за лучший иностранный фильм «Жизнь и ничего больше»
- 1995 — «Золотой медведь» Берлинского кинофестиваля 1995 г. за фильм «Приманка»
- 1997 — «Сезар» за лучшую режиссуру фильма «Капитан Конан»